# Heleodromia ausobskyi
Heleodromia ausobskyi är en tvåvingeart som beskrevs av Wagner 1983. Heleodromia ausobskyi ingår i släktet Heleodromia och familjen Brachystomatidae.
Artens utbredningsområde är Nepal. Inga underarter finns listade i Catalogue of Life.